# Semmy Steinberg
Semmy Steinberg (* 13. Juli 1845 in Mackensen; † 26. Oktober 1933 in Hamburg) war ein deutscher Schriftsteller.

## Leben und Wirken
Semmy Steinberg war der Sohn eines Seifensieders. Die jüdische Familie lebte bereits seit langer Zeit in dieser Gegend und hatte weitverzweigte Vorfahren. Steinberg besuchte eine Handelsschule in Hannover. 1856/66 schrieb er erstmals Novellen. 1870 meldete er sich im Infanterie-Regiment „Hamburg“ (2. Hanseatisches) Nr. 76 und kämpfte während des Deutsch-Französischen Krieges. Bei Kämpfen am 10. Dezember 1870 wurde er verwundet.
Nach dem Austritt aus dem Infanterie-Regiment zog Steinberg nach Hamburg. 1872 eröffnete er eine Fabrik und ein Geschäft für Knöpfe. Ab 1880 schrieb er binnen kurzer Zeit zahlreiche Romane, Novellen, Theaterstücke und populär gehaltene Tatsachenberichte. Dabei thematisierte er nahezu ausschließlich seine Zeit als Soldat und Geschehnisse während des Deutsch-Französischen Krieges. Da er oftmals soldatische Tugenden hervorhob und das Kaiserreich verehrte, könnte seine Tätigkeit als Schriftsteller von der aufkommenden nationalen Euphorie für das Deutsche Reich begünstigt worden sein. Besondere Bekanntheit erlangte er mit dem Buch Aus der großen Zeit, das 1881 erschien. Es handelte sich dabei um eine patriotische Erzählung über sein ehemaliges Infanterieregiment, die in drei Auflagen gedruckt wurde.
Im Juli 1883 beteiligte sich Steinberg an der Organisation des Ersten Allgemeinen deutschen Krieger-Festes, das in Hamburg stattfand und an die Zeit von 1870/71 erinnern sollte. Als Gründungsmitglied des „Kameradschaftsbundes der 76er“ leitete er 1891 dessen Regimentsfeier. Kaiser Wilhelm II. bedankte sich persönlich bei Steinberg für dessen Engagement für die Kriegsveteranen und seine zahlreichen Werke. Der Schriftsteller erhielt mehrere Orden, Medaillen und wurde wiederholt zum Ehrenmitglied verschiedener Organisationen ernannt. Angeblich regte er selbst 1915 die Verleihung des Hanseatenkreuzes durch die Senate mehrerer Hansestädte an. Vermutlich beteiligte er sich auch an den Planungen für das Kriegerdenkmal am Dammtorplatz.
1919 übernahm Steinberg die Schriftleitung der Zeitschrift des vaterländischen Bundes jüdischer Frontsoldaten, Ortsgruppe Hamburg. Es war das erste Mal, dass er sich öffentlich für jüdische Glaubensmitglieder einsetzte. Die Zeitschrift war ins Leben gerufen worden, um dem stärker werdenden Antisemitismus entgegenzutreten. Steinberg positionierte sich in einzelnen Artikel, darunter anlässlich seines 80. und 85. Geburtstages, ausdrücklich gegen diese Strömungen.
Über Steinberg wurde bis 1933 wiederholt schwärmerisch geschrieben. Die Artikel stellten ihn als hervorstechenden Kriegsveteranen und erfolgreichen Schriftsteller nationalen Gedankenguts dar. Da sich die Bücher stark auf zeitgenössische Themen bezogen und wenig anspruchsvoll geschrieben waren, ist Steinberg heute kaum noch als Schriftsteller bekannt und seine Werke nur selten in Bibliotheken zu finden.